# GSC1871-1622
GSC1871-1622 — хімічно пекулярна зоря спектрального класу B9, що має видиму зоряну величину в смузі V приблизно 10,3.